# Pippo Palmieri
Giuseppe Palmieri, detto Pippo (Milano, 31 ottobre 1969), è un conduttore radiofonico e disc jockey italiano, noto per lo show radiofonico Lo Zoo di 105 in onda su Radio 105, di cui cura la regia dal 2006.
Produce anche singoli insieme a Dj Spyne, che dal 2011 cura con lui la regia del programma di punta di Radio 105. Nello stesso anno i due hanno fondato un'etichetta musicale, la Do Not Records.

## Discografia

### Album
- 2009: Electro (sotto il nome di Dj Pippo Palmieri)

### Singoli
- 2009: Trip With A Ghost (con Dj Spyne, sotto il nome di The Beat-Halls)
- 2010: Hold You Tonight (Dj Spyne vs. Pippo Palmieri)
- 2010: Play With Me (Dj Spyne vs. Pippo Palmieri)
- 2010: Hold On (Dj Spyne & Pippo Palmieri)
- 2011: Deep In My Soul (Dj Spyne & Pippo Palmieri)
- 2011: Into Your Soul (Spyne & Palmieri vs. Paps'n'Skar)
- 2011: Don't Run Away (Spyne & Palmieri)
- 2012: Wake Me Up (Dj Spyne & Pippo Palmieri)
- 2012: Too Right To Be Wrong (con Dj Spyne, sotto il nome di Fear Of The God)
- 2012: The End Of The World (con Dj Spyne, Dj Matrix e Kenny Ray, sotto il nome di SMAP)
- 2013: Turn Up The Bass (Spyne & Palmieri vs. Emanuel Nava)
- 2013: Before The End (Spyne & Palmieri vs. Gabry Ponte feat. Kenny Ray)
- 2014: Out Of Bounds (Spyne & Palmieri feat. kenny Ray)

### Compilation
- 2008: Lo Zoo di 105 Compilation (mixata con Wender)
- 2009: Lo Zoo di 105 Compilation Vol. 2 (mixata con Wender)
- 2010: Lo Zoo di 105 Compilation Vol. 3 (mixata con Wender)
- 2010: Lo Zoo di 105 Compilation Vol. 4 (mixata con Wender)
- 2011: Lo Zoo di 105 Compilation Vol. 5 (mixata con Dj Spyne)
- 2011: Lo Zoo di 105 Compilation Vol. 6 (mixata con Dj Spyne)
- 2012: Lo Zoo di 105 Compilation Vol. 7 (mixata con Dj Spyne)
- 2013: Lo Zoo di 105 Compilation Vol. 8 (mixata con Dj Spyne)
- 2014: Lo Zoo di 105 Compilation Vol. 9 (mixata con Dj Spyne)

### Remix
- 2010: Sopreman feat. Kimo - Muovi il collo

### Altro
- 2007: Sportime (Sul lago d'Iseo) (Festival di Sanjimmy 2007)
- 2008: Devastante (Festival di Sanjimmy 2008)
- 2009: Tromba (Festival di Sanjimmy 2009)
- 2010: Markettaman (Festival di Sanjimmy 2010)
- 2011: Puzzi (Festival di Sanjimmy 2011)
- 2012: Grossissimo goloi (Festival di Sanjimmy 2012)
- 2014: Ue Coglio Coglio!  (Festival di Sanjimmy 2014)